# NGC 7779
NGC 7779 is een spiraalvormig sterrenstelsel in het sterrenbeeld Vissen. Het hemelobject werd op 12 november 1784 ontdekt door de Duits-Britse astronoom William Herschel.

## Synoniemen
- UGC 12831
- MCG 1-60-45
- ZWG 407.70
- ARAK 586
- PGC 72770